# Macrothele arcuata
Espèce
Macrothele arcuata est une espèce d'araignées mygalomorphes de la famille des Macrothelidae.

## Distribution
Cette espèce est endémique du Yunnan en Chine,. Elle se rencontre dans le xian de Longling.

## Description
Le mâle holotype mesure 12,33 mm et la femelle paratype 16,51 mm.

## Publication originale
- Tang, Zhao & Yang, 2020 : « Three new species of the funnel-web spider genus Macrothele from the Southwest China (Mygalomorphae: Macrothelidae). » Zootaxa, no 4822(1), p. 127-137.